# Wapen van Bredevoort

Het wapen van Bredevoort

Het wapen van Bredevoort, bestaat uit het gedeelde rood-zilveren schild van Bredevoort, met daarop een zilver-rood gedeeld ankerkruis, rechts daarvan een vrijkwartier geplaatst met een zilveren leeuw in een rood veld.

## Geschiedenis
Op een medaillon van de Gedenkzuyl der VII verëenigde Nederlanden uit 1793 staat een gedeeld wapen. Op de heraldische rechterhelft  van het gedeelde schild staat de op een groene schildvoet geplaatste groene lindeboom op een zilveren veld, op de linkerhelft een rode adelaar op een gouden veld. Dit wapen staat tevens op een wapenbord in de Nieuwe Kerk te Amsterdam waarop alle heerlijkheden van de Nederlandse koninklijke familie staan. Als reactie op de oproep van de Hoge Raad van Adel op 20 augustus 1816 voor het wapen van gemeente Bredevoort gaf de burgemeester te kennen dat de gemeente niet over een wapen beschikte. Voor de gemeente werd in die tijd gezegeld met een letter "B". De burgemeester vroeg daarom de Hoge Raad van Adel om een voorstel voor een wapen. Dit is echter nooit gebeurd omdat de gemeente in 1818 werd opgeheven en bij Aalten werd gevoegd.

## Een wapen adopteren
Sinds 1988 wordt het familiewapen van nazaten van de familie "Van Brevoort", dat in de Verenigde Staten bewaard is gebleven, als stadswapen gevoerd. Ter gelegenheid van de viering van 800 jaar Bredevoort werd dit wapen met toestemming van de familie aangenomen voor Bredevoort. De herkomst van het wapen is onbekend. De leeuw in het vrijkwartier refereert mogelijk aan de leeuw in het wapen van Bronckhorst, het ankerkruis zou kunnen refereren aan Zutphen waarmee Bredevoort banden had. De heer van Van Bronckhorst was in de periode 1562-1612 pandheer van de heerlijkheid Bredevoort, de heerlijkheid was onderdeel van het graafschap Zutphen. Het wapen staat niet officieel geregistreerd bij de Hoge Raad van Adel. Een wettelijke verplichting voor zowel de aanvraag als het voeren van een wapen bestaat er niet. De Gemeente Aalten bracht het wapen in 2009 ook op de stadspaaltjes van Bredevoort aan. De toeristische sector gebruikt sinds 2017 bij voorkeur een logo met daarop gekleurde vestingcontouren.

Waarschijnlijk het echte wapen van Bredevoort.
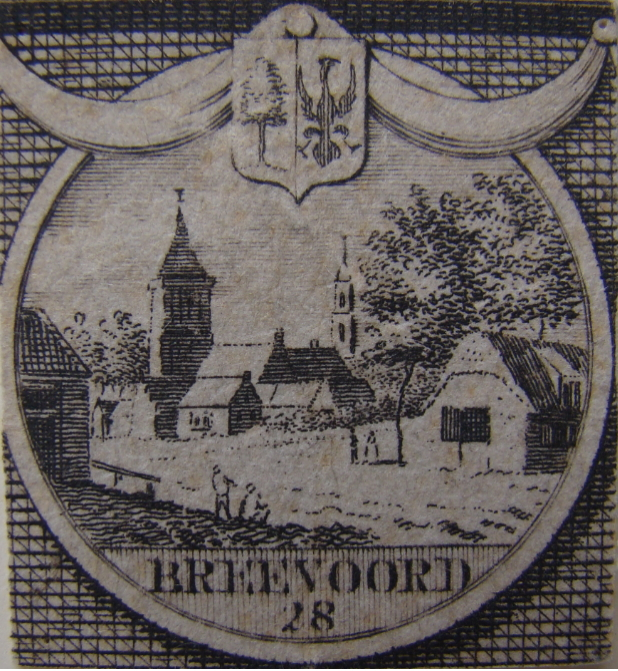
Het wapen op de Gedenkzuyl der VII verëenigde Nederlanden.
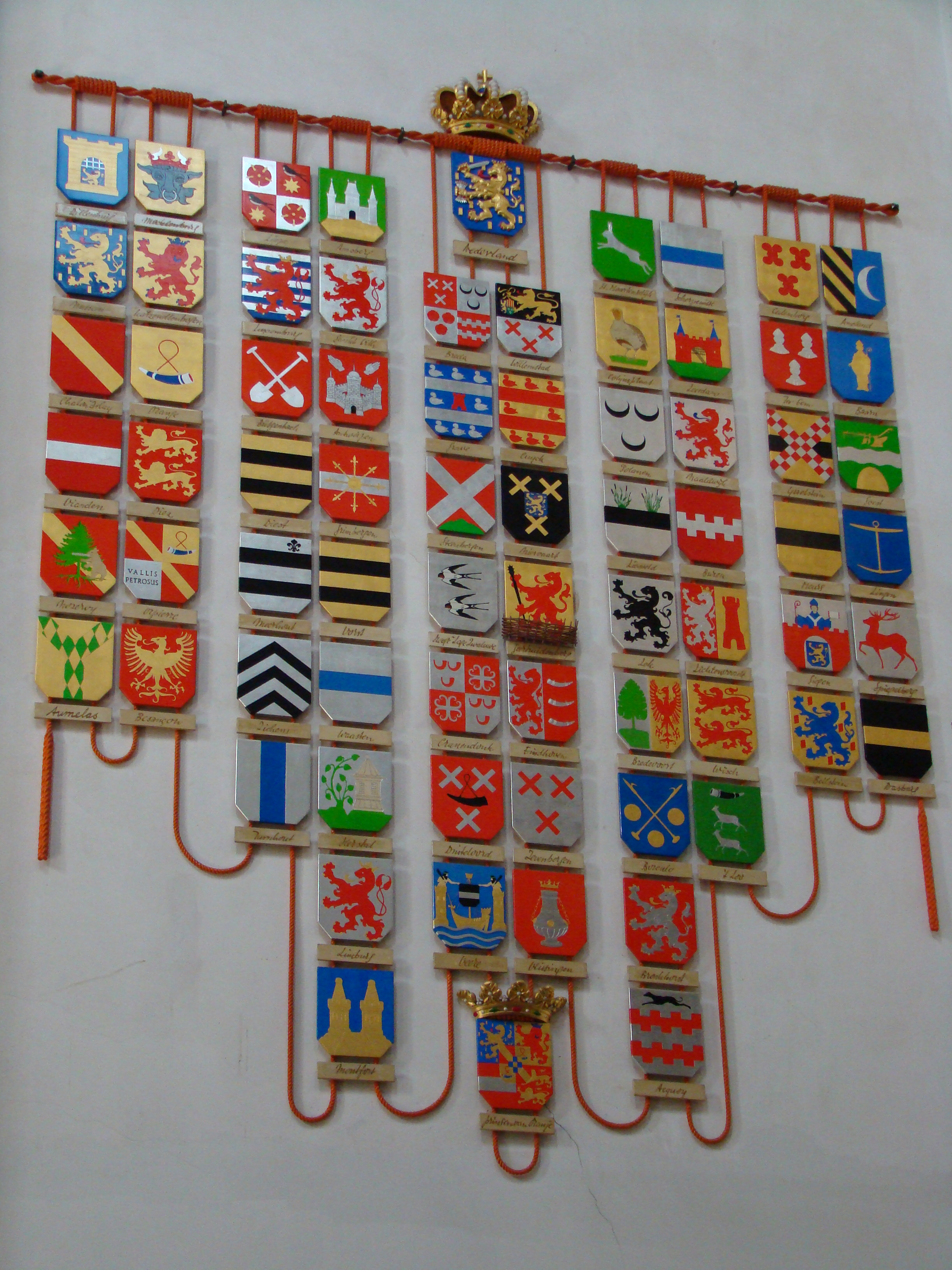
Het wapen in de Nieuwe Kerk te Amsterdam.
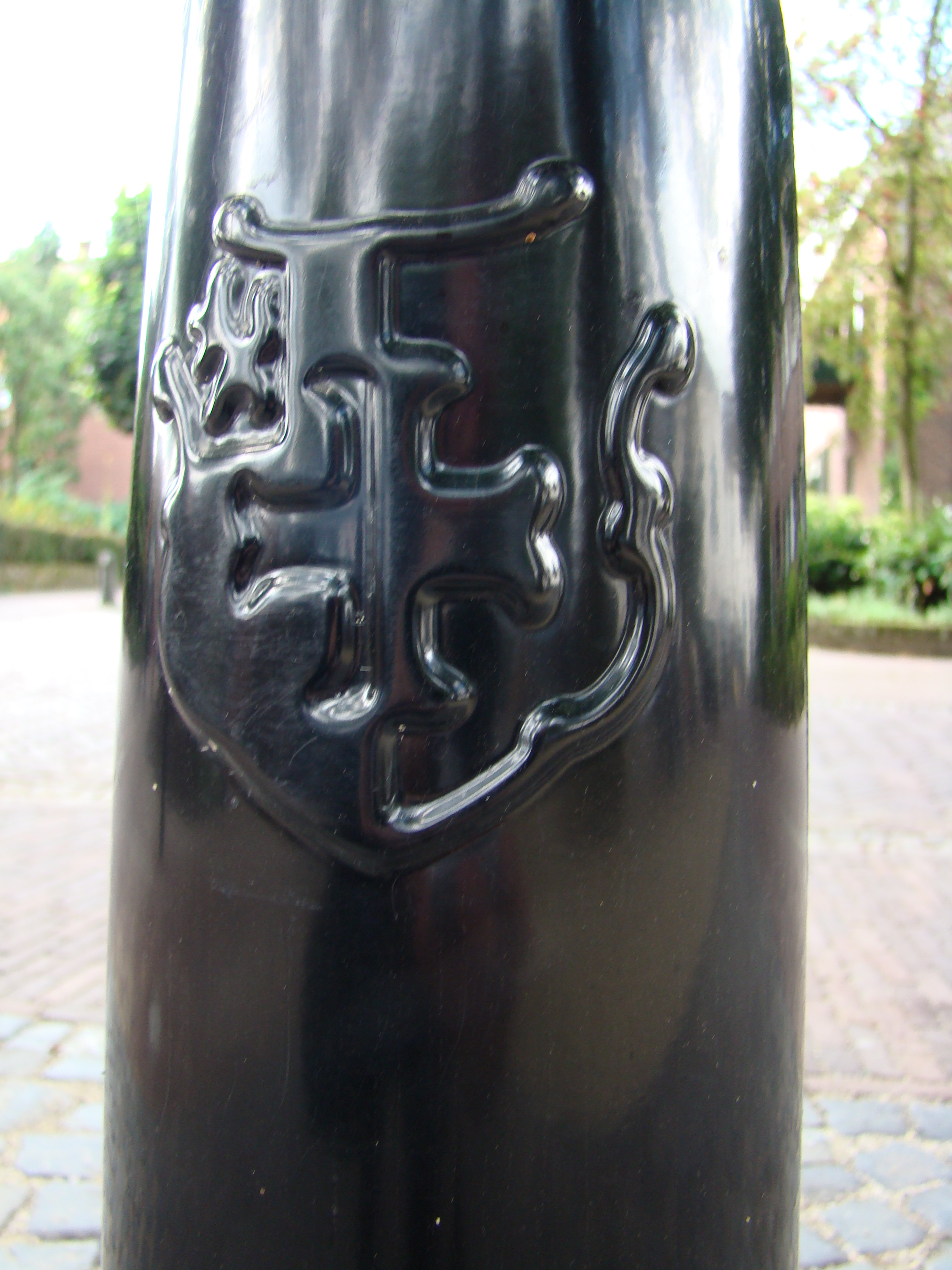
Het geadopteerde wapen in een stadspaaltje.

Aalst · 
Ammerzoden · 
Angerlo · 
Appeltern · 
Batenburg · 
Beesd · 
Beltrum · 
Bemmel · 
Bergharen · 
Bergh · 
Beusichem · 
Borculo · 
Brakel · 
Buurmalsen · 
Deil · 
Didam · 
Dinxperlo · 
Dodewaard ·
Doornspijk ·
Dreumel ·
Driel ·
Echteld ·
Eibergen ·
Elst ·
Est en Opijnen ·
Everdingen ·
Ewijk ·
Gameren ·
Geesteren · 
Geldermalsen · 
Gendringen · 
Gendt ·
Groenlo ·
Groesbeek ·  
Haaften ·
Hedel ·
's-Heerenberg ·
Heerewaarden ·
Hemmen ·
Hengelo ·
Herwen en Aerdt ·
Herwijnen ·
Heteren ·
Heukelum ·
Hoevelaken ·
Horssen ·
Huissen ·
Hummelo en Keppel ·
Hurwenen  ·
Kerkwijk ·
Keppel ·
Kesteren ·
Laren · 
Lichtenvoorde ·
Lienden ·
Lingewaal · 
Maurik ·
Millingen aan de Rijn ·
Nederhemert ·
Neede ·
Neerijnen ·
Netterden ·
Niftrik ·
Nijbroek ·
Ophemert ·
Overasselt ·
Pannerden ·
Poederoijen · 
Renkum ·
Rijnwaarden ·
Rossum ·
Ruurlo ·
Steenderen ·
Terborg ·
Twello ·
Ubbergen ·
Valburg ·
Varik ·
Vorden ·
Vuren ·
Waardenburg ·
Wadenoijen ·
Wamel ·
Wehl ·   
Warnsveld ·
Wisch ·
Zeddam ·
Zelhem ·
Zoelen ·
Zuilichem 

Dorps-, heerlijkheids- en stadswapens: 

Acquoy 
· Baak 
· Barlham 
· Bredevoort 
· Doreweerd 
· Elden
· Enspijk 
· Gellicum 
· Groessen 
· Hakfort 
· Hellouw 
· IJzendoorn 
· Kell  
· Lede en Oudewaard 
· Lichtenberg 
· Loil 
· Maasbommel 
· Meijnerswijk 
· Meteren 
· Middagten 
· Rhenoy 
. Rumpt
· Tricht 
· Verwolde 
· Wildenborch